# 圣安德烈德杜布勒
圣安德烈德杜布勒（法語：Saint-André-de-Double，法語發音：[sɛ̃.t‿ɑ̃dʁe də dubl]）是法国多尔多涅省的一个市镇，属于佩里格区。

## 地理
圣安德烈德杜布勒（45°8'45"N, 0°19'5"E）面积27.61 平方千米，位于法国新阿基坦大区多爾多涅省，该省份为法国西南部内陆省份，是法國本土面积第三大的省，大致对应佩里戈尔地区，北起顺时针与夏朗德省、上维埃纳省、科雷兹省、洛特省、洛特-加龙省、吉倫特省和滨海夏朗德省接壤。
与圣安德烈德杜布勒接壤的市镇（或旧市镇、城区）包括：锡奥拉克-德里贝拉克、圣艾蒂安-德皮科尔比耶、埃舒尼亚克、圣樊尚德科讷扎克、博罗讷、圣米歇尔德杜布勒、拉热迈-蓬泰罗、拉热迈。

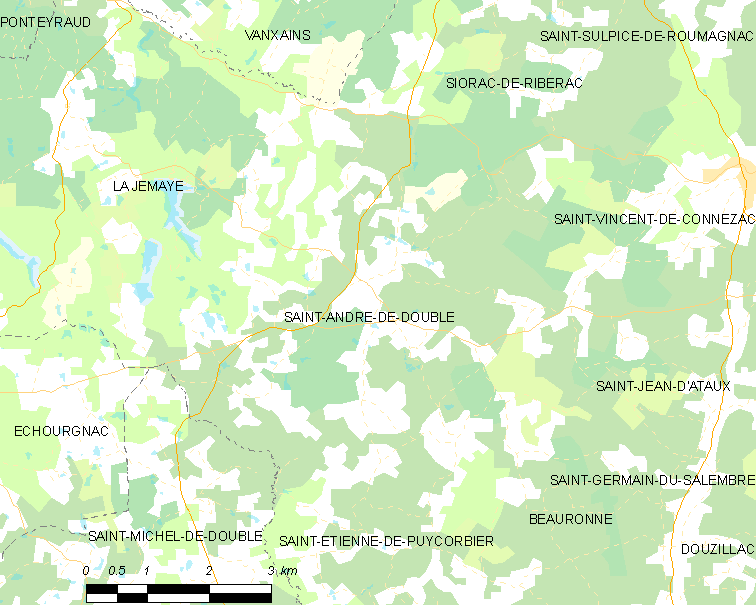
圣安德烈德杜布勒的OSM定位图

圣安德烈德杜布勒的时区为UTC+01:00、UTC+02:00（夏令时）。

## 行政
圣安德烈德杜布勒的邮政编码为24190，INSEE市镇编码为24367。

## 政治
圣安德烈德杜布勒所属的省级选区为里贝拉克县。

## 人口

1962-2008年间圣安德烈德杜布勒人口变化图示

圣安德烈德杜布勒于2022年1月1日时的人口数量为168人。